# Birger Jarl (Schiff)
Die Birger Jarl ist ein ehemaliges schwedischen Kreuzfahrtschiff, das 1953 als Passagierschiff und Fähre in Dienst gestellt wurde. Seit seiner Ausmusterung im Jahr 2013 lag das Schiff bis 2020 als schwimmendes Hotel in Stockholm. Seit 2020 trägt es den Namen Baltic Star.

## Dienstzeit
Die Birger Jarl wurde  1951 für die schwedische Reederei Rederi AB Svea auf Kiel gelegt und ab 1953 zusammen mit ihren Schwesterschiffen Aallotar und Bore III auf den Routen Stockholm – Helsinki und Stockholm – Turku eingesetzt. Benannt wurde das Schiff nach dem schwedischen Adligen Birger Jarl. Nach zwanzig Jahren im Dienst wurde das Schiff 1973 an die finnische Reederei Jakob Lines verkauft und als Fährschiff eingesetzt.
Von 1976 bis 1977 diente es als Wohnschiff im Oslofjord. 1977 bis 1978 hieß es kurzzeitig Minisea, ein geplanter Einsatz unter diesem Namen zwischen Mariehamn und Stockholm fand jedoch nicht statt. Nach umfangreichen Umbauarbeiten 1978 wurde das Schiff ab 1979 als Baltic Star für Kreuzfahrten zwischen Stockholm und Mariehamn eingesetzt. Am 31. Mai 1979 kollidierte es in Mariehamn mit einer Kaje, wodurch mehrere dort verankerte Boote versenkt wurden. Außerdem wurde das historische Segelschiff Pommern bei dem Unfall schwer beschädigt.
1982 und 1988 wurde die Maschinenanlage der Baltic Star überholt. Danach folgten weitere Jahre als Kreuzfahrtschiff. 2002 erhielt das Schiff wieder seinen ursprünglichen Namen Birger Jarl. Anfang 2013 wurde die Birger Jarl nach 60 Dienstjahren wegen Geldproblemen der Reederei außer Dienst gestellt. Eine Verschrottung des Schiffs lehnte die Reederei jedoch wegen des hohen historischen Wertes ab. Seit Sommer 2013 lag die Birger Jarl unter dem Namen Ånedin Hostel als Hotelschiff im Hafen von Stockholm. Im April 2020 wurde das Schiff verkauft, nach Vivstavarv bei Timrå geschleppt und im Mai wieder in Baltic Star umbenannt. Seit August 2022 liegt sie bei Lunde nahe der Gemeinde Kramfors. Dort entwickelte die Baltic Star am 12. März 2024 nach Wassereinbruch Schlagseite. Das Wasser konnte jedoch wieder abgepumpt und das Schiff stabilisiert werden.
Im März 2024 ging die Baltic Star an einen Reeder in Göteborg. Dieser plant nach einer Renovierung des Schiffes den Einsatz für Kurzreisen nach Travemünde.
Die Baltic Star ist als historisch wertvolles Schiff eingestuft.